# معركة تربيا (1799)
وقعت معركة تربيا أو معركة تربيا النابليونية (17 – 20 يونيو 1799) قريبًا من نهر تربيا شمالي إيطاليا بين جيشيّ الإمبراطورية الروسية وملكية هابسبورغ بقيادة ألكسندر سوفوروف من جهة وجيش الجمهورية الفرنسية الأولى تحت قيادة جاك ماكدونالد من جهة أخرى. ورغم التساوي النسبي لأعداد الجيوش المتحاربة، فقد هزم النمساويون والروسُ الفرنسيين هزيمة نكراء، وخسروا ما يقرب من 6,000 قتيل، في حين كبّدوا أعداءهم خسائر تتراوح بين 12,000 و16,500 قتيلًا. كما نشبت حرب التحالف الثاني غرب بيشنزة، وهي مدينة تقع على بُعد 70 كيلومترًا (43 ميلًا) جنوب شرقي ميلانو.
في ربيع العام 1799، أجبرت جيوش ملكية هابسبورغ والإمبراطورية الروسية الفرنسيين على الانسحاب من معظم شمال إيطاليا بعد معارك ماغنانو وكاسانو، وضربوا حصارًا على حصن مدينة منتوة الرئيسي. بعد إعادة تنظيم قوات الاحتلال الفرنسية لجنوب ووسط إيطاليا في جيش واحد، زحف ماكدونالد شمالًا لمواجهة أعدائه. وبدلًا من اتخاذ الخيار الآمن المتمثّل بالتحرك على طول طريق الساحل الغربي، قرر ماكدونالد في حركة جريئة الزحفَ شرق سلسلة جبال الأبينيني، على أمل تلقّي مساندة الجيش الفرنسي الذي يقوده جان فيكتور ماري مورو. بعد هزيمته قوةً نمساوية صغيرة في مودنة، تحرّك جيش ماكدونالد غربًا على طول الضفة الجنوبية لنهر بادي. وعلى جناح السرعة، وجّه سوفوروف الروس والحلفاء النمساويين بقيادة ميشائيل فون ميلاس لوقف الزحف الفرنسي.
في 17 يوليو، واجهت القطع العسكرية الفرنسية المتقدّمة قوّات دفاعٍ بقيادة بيتر كارل أوت فون باتوركيز على طول نهر تيدون. وسرعان ما تلقى أوت تعزيزاتٍ من القسم الرئيسي للجيش النمساوي الروسي، فتراجع الفرنسيون إلى تربيا. هاجم سوفوروف في الثامن عشر من الشهر، لكن الفرنسيين المتفوّقين عدديًا تمكنوا من صد هجمة الحلفاء. في 19 يونيو، تجمّع جيش ماكدونالد بالكامل، وأصدر أمره بشنّ هجوم ثبت سوء تخطيطه، ونجحت مقاومته في جميع النقاط. بعد إدراكه أنّ مساندة مورو لن تصل في الوقت المناسب، أمر ماكدونالد في تلك الليلة الجيش الفرنسي المهزوم بالتسلل إلى الجنوب والغرب. وفي 20 يوليو، انتصر الحلفاء على نصف لواءٍ فرنسي كان يؤدي دور حراسة مؤخرة الجيش. وبدلًا من استقدام تعزيزات قوية للفرنسيين الواقعين تحت ضغوط شديدة في شمال غرب إيطاليا، لم تصل سوى بقايا جيش ماكدونالد المبعثرة.
نظرًا لمشاركة 3,000 جندي تقريبًا من الجيوش البولندية، تُحيى ذكرى معركة تربيا على قبر الجندي المجهول، في وارسو، مع وجود نقشٍ «تربيا 17 – 19 / 7 / 1799».

## خلفية

### نجاحات التحالف
نشبت حرب التحالف الثاني في شمال إيطاليا مع معركة فيرونا التي لم تكن حاسمةً في 26 مارس 1799 بين جيش ملكية هابسبورغ بقيادة بول كراي وجيش إيطاليا التابع للجمهورية الفرنسية الأولى بقيادة بارتليمي لويس جوزيف شيرير. تُعتبر معركة ماغنانو التي دارت فيما بعد في 5 أبريل انتصارًا واضحًا لكراي على الفرنسيين، إذ تكبد النمساويون 6,000 قتيل، في حين أنّهم كبّدوا الفرنسيين خسائر في الأرواح 8,000 قتيلٍ وفي العتاد 18 بندقية. مثّلت الهزيمة ضربة ساحقة للمعنويات الفرنسية ودفعت شيرير لمناشدة حكومة المديرين الفرنسية 1795–1799 لإعفائه من القيادة. بعد إدراكه قوّة موقعه خلف نهر مينشيو الذي يطوّقه في الشمال 12,000 جندي نمساوي، خلّف شيرر 12,000 جنديًا للحفاظ على القلعة الرئيسية في منتوة، ووجه 1,600 جندي غيرهم آخرين للدفاع عن بيسكيرا دل غارد، وانسحب إلى الغرب في 12 أبريل. بعد يومين، وصل ألكسندر سوفوروف إلى فشنزة على رأس جيش إمبراطوري روسي وتولى قيادة القوات النمساوية-الروسية المشتركة.
في 27 أبريل، انتصر حلفاء جيش التحالف بقيادة سوفوروف على جيش جان فيكتور ماري مورو الفرنسي في معركة كاسانو على ضفة نهر أدا. في اليوم التالي في فيرديريو، حُوصرت فرقة جان ماتيو-فيليبرت سيروريي، وعلى إثر القتال الذي نشب، خسر الفرنسيون 252 من رجالهم الذين قُتلوا قبل استسلام البقية البالغ عددهم 2,700 جندي. تسببت الهزائم في تراجع مورو، وأوكل مهمة الاحتفاظ بقلعة ميلانو إلى 2,400 جندي. في 6 مايو، استسلمت حامية بيسكيرا أمام كراي، في حين استسلم 1,500 جندي فرنسي لكونراد فالينتين فون كايم في 11 مايو. في 12 مايو، تعرّض أندريه روزنبيرغ، مرؤوس سوفوروف، لانتكاسة عسكرية بسيطة في معركة باسينيانا. استسلمت فرارة، وربنة، وميلانو للقوات النمساوية المحاصِرة في 24 مايو.
في غضون ذلك، تحرك 30,000 من جيوش الحلفاء بقيادة سوفوروف على الضفة الشمالية لنهر بادي باتجاه تورينو. في صباح يوم 26 مايو، استولى قوات الحرس المتقدمة بقيادة جوزيف فيليب فوكاسوفيتش على تورينو مع كامل ترسانتها وما يزيد عن 300 مدفع بالإضافة إلى مخزون ضخم من الذخائر. انسحب باسكال أنطوان فيوريلا وحاميته الفرنسية المؤلّفة من 3,400 جنديّ إلى القلعة حيث ضُرب عليهم الحصار. في أوائل يونيو، تموضعَ القسم الرئيسي لجيش الحلفاء المكوّن من 47,087 جنديًا بإمرة سوفوروف، وروزنبيرغ، وميشائيل فون ميلاس في معسكرٍ بالقرب من تورينو. وكانت الممرات الجبلية السويسرية على مرأى من كارل جوزيف هاديك فون فوتاك وجنوده النمساويين البالغ عددهم 9,900. اشترك فيلق كراي بجنوده البالغ عددهم 19,760 في حصار منتوة، وتلقّوا غطاءً من 6,122 جنديّ نمساوي يقودهم يوهان فون كلينوا في فرارة. في نهاية المطاف، استدعى سوفوروف فيلق الكونت هاينريش فون بيليغاردة المكوّن من 19,458 جنديًا من سويسرا إلى ميلانو التي وصلوها في 5 يونيو. لمواجهة هذه التشكيلة، خصّص مورو 25,000 جنديًا تقريبًا في كتائب باول غرينير، وكلود بيرين، وبيير غارنيه دو لابواسيه في جنوة، وبول لويس غولتيه دو كيرفيغين في فلورنسا، وجوزيف هيلي ديزيريه بيروكيت دو مونتريشارد في بولونيا. لكن الحلفاء كانوا على علم بأن جاك ماكدونالد قد موضَع قوة الاحتلال الفرنسية قوية في جنوب ووسط إيطاليا.

### هجوم ماكدونالد
في 14 أبريل 1799، أمرت القيادة الفرنسية ماكدونالد بمساعدة القوات الفرنسية في شمال إيطاليا. لذلك، حشد جيش نابولي وتحرك شمالًا، تاركًا جنوب إيطاليا في عهدة القوات المحلية. في 16 مايو، وصل ماكدونالد إلى روما ومن ثم فلورنسا بعد عشرة أيام. من هناك، سلك الطريق الأكثر أمانًا عبر طريق الساحل الغربي للوصول إلى جنوة، مع إبقاء جبال أبينين بينه وبين الحلفاء. مع ذلك، رأى ماكدونالد أن الطريق الساحلي لم يكن صالحًا لاستخدام مدفعيته خارج ليريسي وخشي أن تتدخل صفوف النمساويين في العملية. قد يكون السبب الحقيقي وراء ذلك هو رغبة ماكدونالد بدخول حملته على نحو ملفت من خلال شق طريقه عبر حلفاء التحالف. من أجل تحقيق ذلك، طلب من مورو السير شمالًا وشرقًا لمقابلته بالقرب من بياتشينزا، وهي خطوة غير فعالة من شأنها أن تضع جيش إيطاليا في وسط أعدائه. بعد مروره عبر جبال الأبينيني، كان ماكدونالد يأمل في هزم بعض قوات الحماية النمساوية. بينما كان جيش نابولي يتحرك شمالًا، انضمت فرق فيكتور ومونتريشارد وغوتييه إليه، ليصل بذلك مجموع قواته الميدانية إلى 36,728 جنديًا.
في 9 يونيو تلقى سوفوروف أنباء من بيتر كارل أوت فون بوتركيز بأن فيكتور ومونتريشارد عززا جيش ماكدونالد وأن الفرنسيين استولوا على بونتريمولي. قاد أوت 5,000 جندي من فيلق بيليغارد، ولكنهم عملوا على نحو مستقل بالقرب من بارما. أمر سوفوروف أوت بإجراء انسحاب فوري على مراحل إلى ستراديلا، مع الاحتفاظ بهذا الموقع في ظل جميع المخاطر. سرعان ما اتخذ القائد الروسي قراره بالتحرك شرقًا لمواجهة ماكدونالد. سار الجيش النمساوي الروسي إلى أستي، باستثناء فرقة كيم، ووصل إلى هناك في 11 يونيو. في 13 يونيو، وصلت قوات الحلفاء إلى نهر بورميدا بالقرب من قلعة أليساندريا الخاضعة لسيطرة الفرنسيين. في ذلك اليوم، تلقى سوفوروف أخبارًا مؤكدة عن هجوم ماكدونالد. أثناء ذلك، في 2 يونيو، وُضع سرب فرنسي في جنوة لتعزيز القوات الفرنسية. أشارت المخابرات إلى أن مورو كان على وشك النزول من الجبال. أمر سوفوروف فيلق بيليغارد بالتحرك إلى أليساندريا لمراقبة مورو ورصده بينما تمركز بقية جيشه للقتال ضد ماكدونالد.
تفاوض جيش نابولي على جبال أبينين بشأن التمركز في أربعة صفوف رئيسية. تمركزت فرق مونتريشارد وجان بابتيست دومينيك روسكا في الصف الشرقي، وساروا من فلورنسا إلى بولونيا. تمركزت فرق جان بابتيست أوليفييه وفرانسوا واترين في الغرب، برفقة ماكدونالد وتقدمت من بيستويا إلى مودينا. في أقصى الغرب، تحركت فرقة جان هنري دومبروفسكي نزولًا من من وادي نهر سيتشيا. تألف الصف الغربي من فرقة فيكتور التي تحركت من بورغو فال دي تارو أسفل نهر تارو باتجاه بارما. فاجأ ماكدونالد قوات الحماية النمساوية التي لم تتوقع أن يشن هجومه عبر جبال الأبينين. تمركزت قيادة كليناو جنوب غرب فيرارا، التي جرى تخفيض عدد رجالها لاحقًا إلى 3,500 رجل بقيادة الأمير فريدريش فرانز زافير من هوهنزولرن- هيشينغن في مودينا وانضمت إلى 4,800 جندي بقيادة أوت غرب فورنوفو دي تارو. تمكن كليناو من استنتاج الاستراتيجية الفرنسية وغير مساره إلى الشمال الشرقي خلف نهر بانارو لمنع روسكا. تمكن دومبروفسكي من قطع تواصل ماكدونالد مع الفرق. في 12 يونيو في معركة مودينا، تمكن الفرنسيون من إلحاق هزيمة بأعدائهم بلغت 750 قتيلًا وجريحًا وأسروا 1,650 رجلًا و8 مدافع. بلغ عدد الخسائر الفرنسية 400 قتيل وجريح و200 أسير. أثناء المطاردة، ضبطت قوات من سلاح الفرسان الملكي الفرنسي ماكدونالد الذي أُصيب بجروح في رأسه وذراعه قبل أن يتمكن جنوده من القضاء على أعدائهم.